# گذرنامه ورود به پیملیکو
گذرنامه ورود به پیملیکو (انگلیسی: Passport to Pimlico) فیلمی در ژانر کمدی به کارگردانی هنری کورنلیوس است که در سال ۱۹۴۹ منتشر شد. فیلم از وقایع واقعی در داستان خود بهره گرفته است. مانند محاصره برلین و تولد پرنسس مارگریت هلند در جنگ جهانی دوم. طی این اتفاق، دولت کانادا، بخش زایمان بیمارستانی در اتاوا را که او در آن متولد می‌شد، به طور موقت، خارج از مرزهای کانادا اعلام کرد تا نوزاد، بر اساس اصل خاک، حق حقوقش را در مورد تاج و تخت هلند از دست ندهد.
فیلم در جشنواره فیلم کن ۱۹۴۹ به نمایش درآمد اما در بخش رقابتی شرکت نکرد.

## داستان
پس از انفجار یک بمب به‌جا مانده از جنگ جهانی دوم در منطقه پیملیکو در لندن، گنجینه‌ای به همراه مدرکی پیدا می‌شود که نشان می‌دهد ادوارد چهارم پس از این‌که چارلز مارتین در فرانسه به مرگ محکوم می‌شود و به انگلستان پناه می‌برد، آن خانه و منطقه را به او واگذار کرده است و انگلستان، هیچ حقی در آن ندارد. فردی که در آن خانه زندگی می‌کند، شوکه می‌شود از این‌که ناگهان درمی‌یابد یک خارجی است.

## بازیگران
- استنلی هالووی
- مارگارت رادرفورد
- باربارا مورای
- سیدنی تفلر
- هرمیون بادلی
- چارلز هوتری
- مایکل هوردرن
- جیمز هایتر
- جان اسلیتر
- نانتون وین
- مایکل کریگ
- هری لاک